# NGC 5205
NGC 5205 est une galaxie spirale située dans la constellation de la Grande Ourse. Sa vitesse par rapport au fond diffus cosmologique est de 1 859 ± 7 km/s, ce qui correspond à une distance de Hubble de 27,4 ± 1,9 Mpc (∼89,4 millions d'al). NGC 5205 a été découverte par l'astronome américain Lewis Swift en 1887.
NGC 5205 présente une large raie HI. Selon la base de données Simbad, NGC 5205 est une galaxie LINER, c'est-à-dire une galaxie dont le noyau présente un spectre d'émission caractérisé par de larges raies d'atomes faiblement ionisés.
En raison d'une brillance de surface égale à 14,20 mag/am2, on peut qualifier NGC 5205 de galaxie à faible brillance de surface (LSB en anglais pour low surface brightness). Les galaxies LSB sont des galaxies diffuses (D) avec une brillance de surface inférieure de moins d'une magnitude à celle du ciel nocturne ambiant.
À ce jour, une quinzaine de mesures non basées sur le décalage vers le rouge (redshift) donnent une distance de 31,787 ± 4,592 Mpc (∼104 millions d'al), ce qui est à l'intérieur des valeurs de la distance de Hubble. Notons que c'est avec la valeur moyenne des mesures indépendantes, lorsqu'elles existent, que la base de données NASA/IPAC calcule le diamètre d'une galaxie et qu'en conséquence le diamètre de NGC 5205 pourrait être d'environ 27,9 kpc (∼91 000 al) si on utilisait la distance de Hubble pour le calculer.

## Groupe de NGC 5322
Selon Abraham Mahtessian, NGC 5205 fait partie d'un groupe de galaxies qui compte au moins 10 membres. Toutes les galaxies mentionnées par Mahtessian, sauf NGC 5205 et NGC 5526NE (désignation inconnue de toutes les bases de données consultées) sont des galaxies du groupe de NGC 5322 mentionné par A. M. Garcia dans un article publié en 1993. Selon Garcia, ce groupe compte au moins 10 membres : NGC 5308, NGC 5322, NGC 5342, NGC 5372, NGC 5376, NGC 5379, NGC 5389, UGC 8684 (désigné 1340+6102 par Mahtessian), UGC 8714 et UGC 8716.